# 硝酸铊
硝酸铊（III）是一种无机化合物，化学式为Tl(NO3)3。它通常以三水合物的形式存在。它是无色固体，剧毒。它是一种强氧化剂——其分子内的三价铊和硝酸根离子都有氧化性。它受热分解，放出氮氧化物，遇到水也会分解。